# In Sleep
In Sleep è il singolo di debutto della cantante statunitense Lissie, pubblicato il 21 giugno 2010 dall'etichetta discografica Columbia Records.
Scritto da Julian Emery, James Irvin e Elisabeth Maurus e prodotto da Jacquire King, il brano ha anticipato la pubblicazione dell'album d'esordio della cantante, Catching a Tiger.

## Tracce
Download digitale (Columbia - Sony)
1. In Sleep (Modifica radiofonica) - 4:00